# ラネステール
ラネステール （フランス語:Lanester、ブルトン語:Lannarstêr）は、フランス、ブルターニュ地域圏、モルビアン県のコミューン。スコルフ川とブラヴェ川の合流地点にある。

## 歴史
ラネステールは、1909年にコミューンのコーダンを分割したことで誕生した。ロリアンの工廠で働く労働者たちは、多くが周辺農村地帯の出身者で、それぞれが家族を連れて移住してきていた。ラネステールは工業の伝統があるものの、その後重要な商業地区を開発していった。さらに、コミューン面積の一部を占める農村では農業が次第に衰えていった。ロリアンとともに、ラネステールは第二次世界大戦で非常に荒廃した。
ブルトン語の日常使用を促進するYa d'ar brezhoneg憲章は2006年7月13日、ラネステール議会によって批准された。2007年9月現在で、コミューン内の児童の約5.8%がブルトン語との二言語学校に在籍していた。

## 人口統計
| 1962年 | 1968年 | 1975年 | 1982年 | 1990年 | 1999年 |
| ------ | ------ | ------ | ------ | ------ | ------ |
| 16 571 | 19 245 | 21 074 | 21 643 | 22 102 | 21 897 |

source=Cassini et INSEE